# ميل كامبل
ميل كامبل (بالإنجليزية: Mel Campbell)‏ هي كاتِبة أسترالية، ولدت في 1977.